# Stretto di Torres
Lo stretto di Torres è un braccio di mare che si trova tra l'Australia e l'isola della Nuova Guinea. È ampio circa 150 km ed è compreso tra capo York, l'estremità settentrionale del Queensland e la Provincia Occidentale (Western Province) di Papua Nuova Guinea.
Lo stretto collega il mar dei Coralli ad est con il mar degli Alfuri ad ovest. È poco profondo ed è un labirinto di scogli e isole che lo rende difficile da navigare. Nello stretto si trovano le Isole dello Stretto di Torres, abitate da una popolazione melanesiana vicina ai Papuani. Su queste isole si parlano molte lingue.

## Storia
Durante le glaciazioni del Pleistocene lo stretto di Torres era emerso dal mare e fu il passaggio attraverso il quale uomini e animali giunsero in Australia. Il mare tornò ad occupare lo stretto tra 12000 e 8000 anni fa e l'Australia rimase a lungo isolata, anche se gli aborigeni australiani commerciavano con gli abitanti delle isole dello stretto (makassans, nello specifico). Lo stretto prende il nome dal primo occidentale che lo ha percorso: Luis Váez de Torres, di origine spagnola o portoghese, che era secondo in comando nella spedizione di Pedro Fernandes de Queirós, che salpò dal Perù verso il Pacifico meridionale nel 1605. Quando l'imbarcazione di Quiros fece ritorno in Messico, Torres riprese la traversata precedente verso Manila attraverso le Molucche. Navigò lungo la costa meridionale della Nuova Guinea, e probabilmente vide l'estremità settentrionale dell'Australia.
Nel 1769 il geografo scozzese Alexander Dalrymple trovò il resoconto di Torres sul proprio viaggio a Manila e battezzò lo stretto con il nome del navigatore. Nel 1770, quando James Cook annesse all'impero britannico l'intera Australia orientale durante la sua prima spedizione nel Pacifico, vi incluse anche le isole dello Stretto di Torres, e certamente Cook veleggiò attraverso lo stretto dopo aver risalito la costa australiana. Le isole in seguito divennero parte della colonia britannica del Queensland, sebbene alcune di esse giacciano a poca distanza dalla costa della Nuova Guinea. Questo divenne un problema quando Papua Nuova Guinea si avviava all'indipendenza dall'Australia nel 1975. Gli abitanti delle isole sostenevano di essere australiani, ma il governo di Papua Nuova Guinea si oppose ad un completo controllo australiano sullo stretto. Infine, si raggiunse un accordo secondo il quale le isole e i loro abitanti sarebbero rimasti australiani ma il confine marittimo tra i due stati sarebbe passato in mezzo allo stretto. In pratica i due stati cooperano strettamente nel gestire le risorse dello stretto.
Nel 1982 Eddie Mabo e altri quattro isolani di Mer (Murray Island) avviarono un procedimento legale per stabilire la loro proprietà terriera tradizionale. Nel 1992, dopo dieci anni di udienze di fronte alla corte suprema del Queensland e alla High Court dell'Australia, quest'ultima stabilì che gli abitanti di Mer avevano posseduto la propria terra prima dell'annessione da parte del Queensland. Questa decisione capovolse una dottrina legale vecchia di un secolo, quella della terra nullius ("terra di nessuno"), che diceva che il diritto di proprietà indigeno sui terreni della corona in Australia era stato cancellato al tempo dell'annessione. Questa decisione legale ebbe una grande importanza per le pretese sui terreni sia degli abitanti delle isole dello stretto di Torres sia per gli aborigeni australiani.

## Centri abitati delle isole dello stretto di Torres
- Boigu
- Saibai
- Badu